# Brådebæk
Brådebæk er en lille bydel i Nordsjælland, indtil 1. januar 2010 var Brådebæk en by med 971 indbyggere i byområdet (2009). Brådebæk er tilhørende Hørsholm og beliggende tre kilometer syd for Hørsholm centrum, syv kilometer øst for Birkerød og 23 kilometer nord for Københavns centrum. Bydelen tilhører Rudersdal Kommune og er beliggende i Høsterkøb Sogn (udskilt af  Birkerød Sogn 2018). Ubberød betragtes som en del af Brådebæk. Tidligere var Ubberød-Brådebæk et sommerhusområde.